# Kabinett Machel II
Das Kabinett Machel II bildete die zweite Regierung der Volksrepublik Mosambik, die nach dem Ende der portugiesischen Kolonialverwaltung und infolge der Unabhängigkeitserklärung des Landes vom 25. Juni 1975 an die Macht gekommene sozialistisch orientierte Befreiungsbewegung FRELIMO ins Amt kam. Präsident des Staates war seit Juni 1975 Samora Machel.

## Verlauf der Amtszeit
Staatspräsident Samora Machel leitete zu Beginn des Jahres 1986 eine Kabinettsumbildung in die Wege, um auf diese Weise der Regierungspartei FRELIMO eine stärkere politische Rolle gegenüber der Staatsverwaltung einzuräumen. Gleichzeitig war eine Straffung der Ressortzuständigkeiten beabsichtigt.
Samora Machel selbst, zwei Regierungsmitglieder und weitere hochrangige Regierungsmitarbeiter kamen noch im selben Jahr bei einem Flugunfall am 19. Oktober unweit der mosambikanisch-südafrikanischen Grenze ums Leben, als sie von einem internationalen Treffen in Sambia nach Mosambik zurückkehren wollten. Die nachfolgende Regierung wurde von Joaquim Alberto Chissano geführt.

## Kabinettszusammensetzung
Das zweite mosambikanische Kabinett unter Staatspräsident Machel bestand seit April 1986 nach vorliegender Quellenlage aus folgenden Ressorts und Personen.
| Ressort                                              | Name                                  | Vertreter               | Repräsentant von |
| ---------------------------------------------------- | ------------------------------------- | ----------------------- | ---------------- |
| Staatspräsident                                      | Samora Machel seit 1975 †             | -                       | FRELIMO          |
| Minister für Staatsverwaltung im Präsidentschaftsamt | José Oscar Monteiro 1986              | -                       | FRELIMO          |
| Äußeres                                              | Joaquim Alberto Chissano 1986         | José Carlos Lobo 1986 † | FRELIMO          |
| Bau und Wasser                                       | Julio Zamith Carrilho 1986            | -                       | FRELIMO          |
| Erziehung                                            | Graça Machel 1986                     | -                       | FRELIMO          |
| Finanzen                                             | Abdul Magid Osman 1986                | -                       | FRELIMO          |
| Gesundheit                                           | Pascoal Mocumbi 1986                  | -                       | FRELIMO          |
| Handel                                               | Aranda da Silva 1986                  | -                       | FRELIMO          |
| Industrie und Energie                                | António Branco 1986                   | -                       | FRELIMO          |
| Information                                          | Teodato Hunguana, 1986–1991           | -                       | FRELIMO          |
| Inneres                                              | Manuel Antonio 1986                   | -                       | FRELIMO          |
| Justiz                                               | Ali Ossumane Dauto 1986               | -                       | FRELIMO          |
| Kooperation (Außenhandel)                            | Jacinto Veloso 1986                   | -                       | FRELIMO          |
| Landwirtschaft                                       | João Ferreira 1986                    | -                       | FRELIMO          |
| Planung                                              | Mário Machungo 1986                   | -                       | FRELIMO          |
| Rohstoffe                                            | John Kachamila 1986                   | -                       | FRELIMO          |
| Sicherheit                                           | Sérgio Vieira 1986                    | -                       | FRELIMO          |
| Transport und Kommunikation                          | Luís Maria de Alcântara Santos 1986 † | -                       |                  |
| Verteidigung                                         | Alberto Chipande 1986                 | -                       | FRELIMO          |

† beim Flugunfall in den Lebombobergen verstorben.